# Las Vegas Film Critics Society Awards 2007
L'11ª edizione dei Las Vegas Film Critics Society Awards si è tenuta il 21 dicembre 2007, per premiare i migliori film prodotti nel 2007.

## Vincitori e candidati
I vincitori sono indicati in grassetto.
Migliori dieci film (Top 10 Films)
1. Non è un paese per vecchi (No Country for Old Men), regia di Ethan Coen e Joel Coen
2. Sweeney Todd - Il diabolico barbiere di Fleet Street (Sweeney Todd: The Demon Barber of Fleet Street), regia di Tim Burton
3. Quel treno per Yuma (3:10 to Yuma), regia di James Mangold
4. L'assassinio di Jesse James per mano del codardo Robert Ford (The Assassination of Jesse James by the Coward Robert Ford), regia di Andrew Dominik
5. Zodiac (Zodiac), regia di David Fincher
6. Into the Wild - Nelle terre selvagge (Into the Wild), regia di Sean Penn
7. Juno (Juno), regia di Jason Reitman
8. La promessa dell'assassino (Eastern Promises), regia di David Cronenberg
9. Sguardo nel vuoto (The Lookout), regia di Scott Frank
10. Sunshine (Sunshine), regia di Danny Boyle

Miglior attore (Best Actor)
- Daniel Day-Lewis - Il petroliere (There Will Be Blood)

Migliore attrice (Best Actress)
- Ellen Page - Juno (Juno)

Miglior attore non protagonista (Best Supporting Actor)
- Javier Bardem - Non è un paese per vecchi (No Country for Old Men)

Migliore attrice non protagonista (Best Supporting Actress)
- Cate Blanchett - Io non sono qui (I'm Not There.)

Miglior regista (Best Director)
- Ethan Coen e Joel Coen - Non è un paese per vecchi (No Country for Old Men)

Migliore sceneggiatura (Best Screenplay)
- Diablo Cody - Juno (Juno)

Migliore fotografia (Best Cinematography)
- Robert Elswit - Il petroliere (There Will Be Blood)

Miglior scenografia (Best Art Direction)
- Harry Potter e l'Ordine della Fenice (Harry Potter and the Order of the Phoenix), regia di David Yates

Migliori costumi (Best Costume Design)
- Colleen Atwood - Sweeney Todd - Il diabolico barbiere di Fleet Street (Sweeney Todd: The Demon Barber of Fleet Street)

Miglior montaggio (Best Film Editing)
- Christopher Rouse - The Bourne Ultimatum - Il ritorno dello sciacallo (The Bourne Ultimatum)

Migliori effetti speciali (Best Visual Effects)
- Transformers (Transformers), regia di Michael Bay

Miglior canzone (Best Song)
- Walk Hard, testo di Marshall Crenshaw, John C. Reilly, Judd Apatow e Jake Kasdan - Walk Hard: La storia di Dewey Cox (Walk Hard: The Dewey Cox Story)

Miglior colonna sonora (Best Score)
- Jonny Greenwood - Il petroliere (There Will Be Blood)

Miglior film documentario (Best Documentary Film)
- Sicko (Sicko), regia di Michael Moore

Miglior film in lingua straniera (Best Foreign Language Film)
- Lo scafandro e la farfalla (Le scaphandre et le papillon), regia di Julian Schnabel

Gioventù maschile nei film (Youth in Film - Male)
- Ed Sanders - Sweeney Todd - Il diabolico barbiere di Fleet Street (Sweeney Todd: The Demon Barber of Fleet Street)

Gioventù femminile nei film (Youth in Film - Female)
- Saoirse Ronan - Espiazione (Atonement)

Miglior DVD (Best DVD)
- Blade Runner (Blade Runner), regia di Ridley Scott, per l'ultima edizione (Warner Home Entertainment)

Miglior film per la famiglia (Best Family Film)
- Ratatouille (Ratatouille), regia di Brad Bird e Jan Pinkava

Miglior film d'animazione (Best Animated Film)
- Ratatouille (Ratatouille), regia di Brad Bird e Jan Pinkava

Lifetime Achievement Award
- James Hong